# Слуп
Слуп (енгл. sloop) је назив за мањи брод, односно чамац на једра, који има један јарбол са два једра.
Развили су се од једрењака који су разбијали континенталну блокаду за вријеме наполеонских ратова, а данас служе као врхунске спортске једрилице.